# Jean Lajeunesse
Pour les articles homonymes, voir Lajeunesse.
Jean Lajeunesse (17 juillet 1921 - 26 septembre 1991) est un acteur de cinéma et de théâtre et présentateur de radio et de télévision québécois.

## Biographie
En 1947, il épouse Janette Bertrand, qu'il a rencontrée lors de ses études à l'Université de Montréal. 
Janette Bertrand et lui forment à l'époque le couple modèle le plus célèbre de la radio et de la télévision québécoise. Ainsi, de 1954 à 1960, il joue, à la télévision de Radio-Canada, aux côtés de sa femme, dans le téléroman Toi et moi, écrit par Janette Bertrand, qui raconte les tribulations d'un couple montréalais. Toujours avec sa femme, il anime ensuite le jeu questionnaire Adam ou Ève, à Télé-Métropole, où les participants sont des couples mariés.
Il est ensuite le père de famille Gérard Tremblay dans Quelle famille! (diffusé entre 1969-1974 à Radio-Canada), une série télévisée familiale comique, dont les textes, signés par Janette Bertrand avec sa propre collaboration, abordent plusieurs thèmes qui font alors polémiques comme l'avortement, la consommation de drogues ou la libération sexuelle. Outre sa femme, la série fait appel à plusieurs membres de sa famille, dont sa fille Isabelle, son fils Martin, et même Macaire, le propre chien des Lajeunesse. Cette émission, diffusée en France sous le titre Les Tremblay, est un des gros succès de la télévision québécoise des années 1970.
Dans un tout autre registre, Jean Lajeunesse tient avec aplomb, en 1973, le rôle principal de Vincent Padovani, l'homme d'affaires véreux et impitoyable de Réjeanne Padovani, film de Denys Arcand, aujourd'hui considéré comme un classique du cinéma québécois.
Comme acteur, Jean Lajeunesse reçoit un prix d'interprétation pour le rôle-titre dans le téléroman Grand-Papa (de 1976 à 1979), diffusé à la Télévision de Radio-Canada, pour le téléfilm Le Diable à quatre (1987) de Jacques W. Benoit, et, à la scène, pour le rôle d'Édouard dans Un simple soldat de Marcel Dubé, mis en scène par René Richard Cyr, au Théâtre Denise-Pelletier, en septembre 1989.

## Filmographie
- 1947 : Métropole
- 1947 : Whispering City de Fedor Ozep
- 1952 : La Petite Aurore, l'enfant martyre : Abraham
- 1953 : La Famille Plouffe : Sarto Caro
- 1954-1960 : Toi et moi : Jean
- 1956 : Les Belles Histoires des pays d'en haut : M. McCaskill
- 1957 : Quatuor : Un homme à la fenêtre (1957), Procès pour meurtre (1959)
- 1959 : Ouragan : Paul Kanter
- 1959 : Les Brûlés (film de l'ONF) : Le curé Alphonse Roche
- 1960 : Arsène Lupin
- 1960 : Filles d'Ève : Maurice Le Roy
- 1960 : La Côte de sable : Capitaine Landry
- 1962 : Le Pain du jour : Phil Dumont
- 1965 : Le Bonheur des autres : Roger
- 1968 : Le Paradis terrestre : Grégoire Damphousse
- 1969-1974 : Quelle famille! : Gérard Tremblay
- 1972 : Les Forges de Saint-Maurice : Louis-Jean de Courval
- 1973 : Réjeanne Padovani
- 1976-1979 : Grand-Papa : Charles-Henri Lamontagne
- 1984 : Le Crime d'Ovide Plouffe : Procureur de la Couronne
- 1987 : Laurier : Dr Séraphin Gauthier
- 1987 : Le Frère André : Frère Henri
- 1988 : La Grenouille et la Baleine : Grand-papa Thomas

## Scénariste
- 1954-1960 : Toi et moi : Jean
- 1969-1974 : Quelle famille!

## Théâtre
- 1966 : Hier, les enfants dansaient de Gratien Gélinas